# غرجان (سردابة)
غرجان (بالفارسية: گرجان) هي قرية تقع في إيران في أردبيل. يقدر عدد سكانها بـ 876 نسمة بحسب إحصاء 2016.